# Urbanus (Heiliger)
Urbanus ist ein heiliger Bischof und Märtyrer des 1. Jahrhunderts.

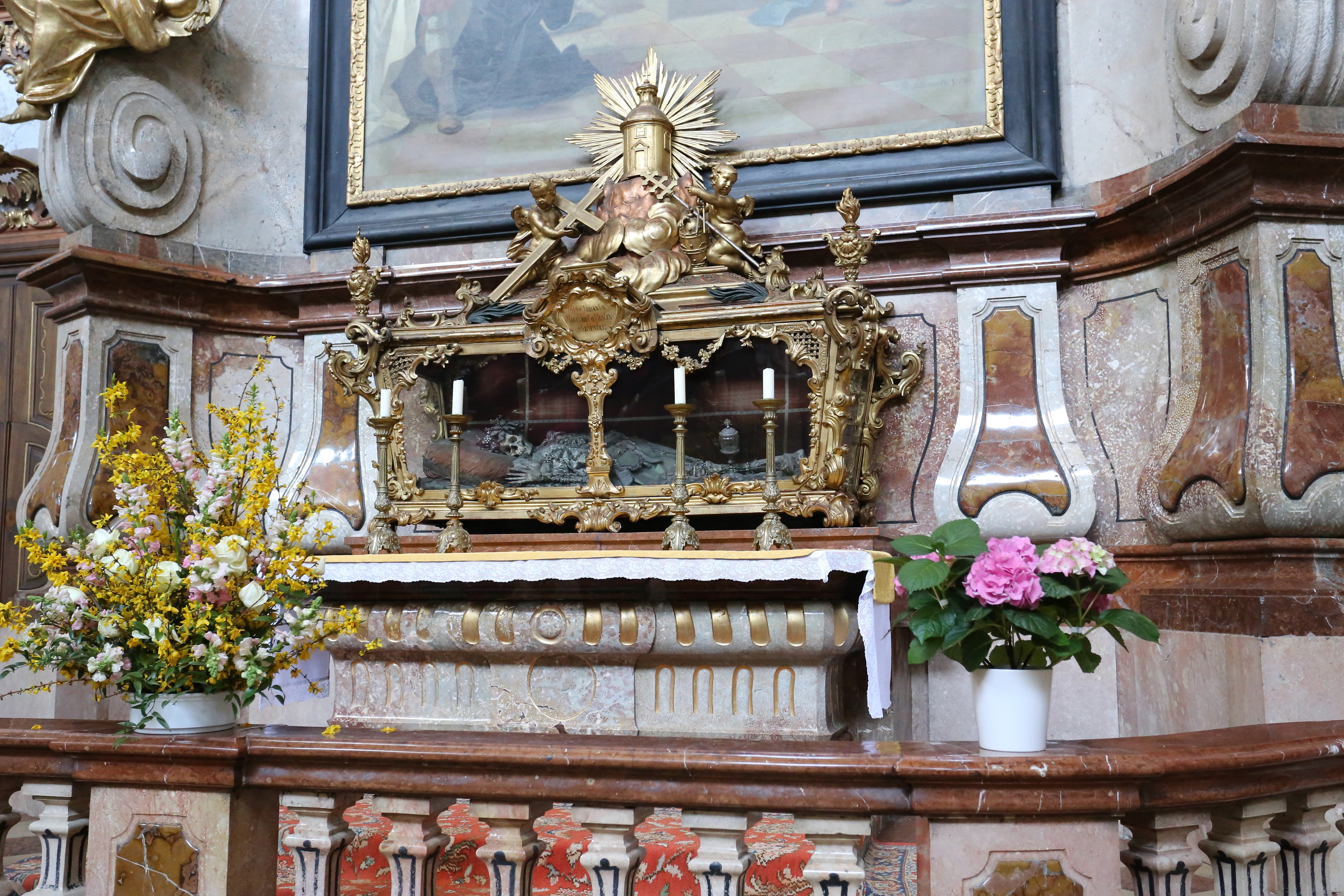
Reliquiensarkophag des hl. Urbanus in der Stiftskirche Herzogenburg

Er wird traditionell mit dem Urbanus identifiziert, den Paulus im Römerbrief als seinen Gehilfen bezeichnet (Röm 16,9 ); diese Gleichsetzung ist aber unbewiesen. Er soll später in Makedonien Bischof geworden sein und bei einem Volksauflauf gemeinsam mit drei Glaubensbrüdern den Märtyrertod gefunden haben. Urbanus wird als Heiliger verehrt; sein Gedenktag ist der 31. Oktober.